# Baron Killanin

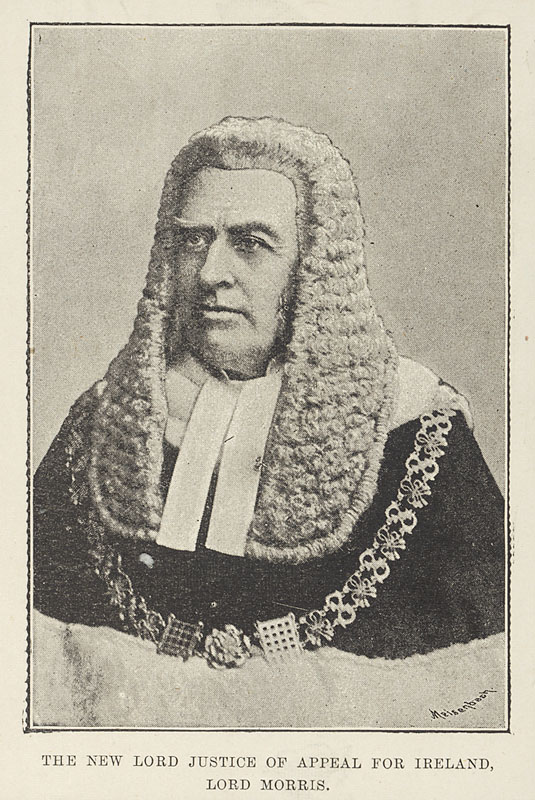
Michael Morris, 1. Baron Killanin

Baron Killanin, of Galway in the County of Galway, ist ein erblicher britischer Adelstitel in der Peerage of the United Kingdom.

## Verleihung, nachgeordnete und weitere Titel
Der Titel des Baron Killanin wurde am 15. Juni 1900 für den irischen Rechtsanwalt und Politiker Michael Morris, Baron Morris, geschaffen. Dieser war Lord Chief Justice of Ireland und anschließend Lordrichter gewesen und aufgrund des Appellate Jurisdiction Act 1876 bereits am 5. Dezember 1889 auf Lebenszeit als Baron Morris, of Spiddal in the County of Galway, zum Law Lord erhoben worden. Zudem war ihm am 14. September 1885 die Würde eines Baronet, of Spiddal, die Baronetage des United Kingdom gehört, verliehen worden. Während der  1889 gemäß dem Appellate Jurisdiction Act geschaffene Titel eines Baron Morris beim Tod des 1. Barons Killanin erlosch, ist die Baronetcy bis heute ein nachgeordneter Titel des jeweiligen Barons Killanin. Der 3. Baron Killanin war von 1972 bis 1980 der sechste Präsident des Internationalen Olympischen Komitees (IOC).

## Liste der Barone Killanin (1900)
- Michael Morris, 1. Baron Killanin (1826–1901)
- Martin Henry Fitzpatrick Morris, 2. Baron Killanin (1867–1927)
- Michael Morris, 3. Baron Killanin (1914–1999)
- (George) Redmond (Fitzpatrick) Morris, 4. Baron Killanin (* 1947)

Titelerbe (Heir apparent) ist der Sohn des jetzigen Barons, Hon. Luke Michael Geoffrey Morris (* 1975).